# Titanidiops maroccanus
Espèce
Titanidiops maroccanus est une espèce d'araignées mygalomorphes de la famille des Idiopidae.

## Distribution
Cette espèce est endémique du Maroc.

## Étymologie
Son nom d'espèce lui a été donné en référence au lieu de sa découverte.

## Publication originale
- Simon, 1909 : Étude sur les arachnides recueillis au Maroc par M. Martinez de la Escalera en 1907. Memorias de la Real Sociedad Española de Historia Natural, sér. 6, vol. 1, p. 1-43 (texte intégral).